# شهرستان اوروانسکی
شهرستان اوروانسکی (به لاتین: Urvansky District) یک شهرستان در روسیه است که در کاباردینو-بالکاریا واقع شده‌است.